# Krueng Kalee
Krueng Kalee is een bestuurslaag in het regentschap Aceh Besar van de provincie Atjeh, Indonesië. Krueng Kalee telt 279 inwoners (volkstelling 2010).